# 100日後に食われるブタ
100日後に食われるブタ（ひゃくにちごにくわれるブタ）は、ミニブタを飼育しながら食べるまでの日数のカウントダウンを行う動画を投稿したYouTubeチャンネルである。

## 概要
動画投稿サイトのYouTubeにてバズる動画の企画を考えるなかで、飽和状態となっている犬や猫のペット動画との差別化を図りつつメッセージ性のある内容を視聴者に伝えることができるものとして、日本でも起こっているフードロスやそのために家畜の命が犠牲になっていることを、可愛いブタを飼育し最終的には食べる動画を通じて知ってもらうために企画された。本企画はタイトルをはじめとして『100日後に死ぬワニ』から影響を受けている。
2021年5月25日に当チャンネルにて「初めて家に来た、生後75日のミニブタがかわいすぎる」というタイトルで動画が初投稿され、以降カルビと名付けられた生後約2か月半の子ブタを飼う動画が毎日投稿された。カルビの名前は「食べられてしまうことがわかり、かつ、思い出してもらえる名前がいい」という意図で命名された。
カルビが本当に食べられるのか否かについて、取材において当チャンネルを運営する会社の社長は、そのつもりだがまだ断定はできない、99日目までのカルビの成長と視聴者の反応、そこから自分たちも何を得るかを考えた上で結論を出す旨を述べた。
100日目となる2021年9月1日に当チャンネルにて「【閲覧注意】210万回再生された100日目に食われるブタ【100日目】」というタイトルで、サムネイルが子ブタの丸焼きの画像となっている動画が投稿された。内容は投稿者がカルビをケージでどこかへ運び、食肉として処理されて戻ってきたブタを調理し丸焼きにするというもので、動画の最後には「この物語はフィクションです」というテロップが挿入された。
投稿者はテロップについて、本当に食べたか否かはあえて炎上を回避するために曖昧にしている部分ではあるが、食べ放題の店で食べきれなかったら安易に残すような人が、必要以上に食べるのはやめておこうかなと思えるきっかけになればいいと話した。
同月2日には「100日後に食われるブタ【101日目】」というタイトルで、カルビが成長する様子を振り返り、最後に「あなたが食べている豚肉もカルビも同じ命です」というテロップが挿入された動画が投稿された。
同月10日、「お騒がせしました、僕は元気に生きています！」というタイトルの動画が投稿され、カルビと見られるミニブタが元気に生きている内容だった。ただし、実際の日付が分かるシーンはないため、100日目以前に撮影したものを公開しただけなのではないかという見方もされている。2022年1月12日にカルビと見られるミニブタの動画が投稿されて以降、更新が停止している。

## 反響
低評価や批判的なコメントによる炎上などの当チャンネルが当初想定していた反応と異なり、「これは『食育』の動画だ」「この動画を批判する人は自分が普段食べるものがどうやってつくられるか考えてみるべき」などの肯定的な意見が寄せられ、回を重ねるごとに評価は高くなっていった。
スポーツ紙の記者は前述のような肯定的な意見があることを踏まえつつ「家畜と違ってペットのように名前までつけると愛着が沸いてしまう気もします。ましてや服なども着せて散歩させていますからね。悪趣味と言われかねないところを逆手にとって注目を浴びていますね」とコメントした。
当チャンネルから登録者数を伸ばすためのアイデアを求められた2ちゃんねるの元管理人である西村博之は「放っておくだけで伸びる」「『豚が可哀そう』『肉食ってるヤツは同じことをしてる』とかニュースや議論の的になる」などと絶賛した。
100日目に投稿された動画の内容や最後のテロップについては、「食育動画だと思ってたけどフィクションだと入れることで意図が不明になった」「炎上回避するためとしか思えない」「ただ見てる人にショックを与えたかっただけ？」などの批判意見が挙がる一方で、フィクションであることに安堵する声や「何も食べないラストにしてもどうせ批判は避けられない」「どうやっても批判は起きる」などの擁護意見も寄せられた。
2021年9月5日には、情報番組のABEMA的ニュースショーにて当チャンネルの特集が組まれ、フリーアナウンサーの大島由香里は番組内で、「そもそも食用ではなくペット用ではないかと考えると、愛でるだけ愛でて、愛情をかけて育てたミニブタを丸焼きにして食べるのはナンセンスだと思う」「子供に積極的に見せようとは思わない動画」といった旨のコメントをし、「YouTubeでバズって再生回数で儲けを出すためにやっているとしたらそれは食育ではないのではないかと思う」と批判した。